# Монастырь Успения Пресвятой Богородицы (гора Сион)
Монастырь Успения Богоматери (Монастырь Дормицион) — немецкое католическое аббатство ордена бенедиктинцев в Иерусалиме на вершине горы Сион за пределами стен Старого города, около Сионских ворот. Храм монастыря построен в 1910 году латинским Патриархатом в Иерусалиме на месте, которое Католическая церковь считает местом Успения Богородицы, на месте дома апостола Иоанна Богослова, рядом с Горницей Тайной Вечери.

## История возникновения
Согласно церковному преданию, на горе Сион в доме у апостола Иоанна Богослова жила и преставилась Пресвятая Богородица. Первая византийская базилика на этом месте была построена в 415 году при иерусалимском епископе Иоанне II (386—417) и называлась Святой Сион (др.-греч. Αγία Σιών; лат. Sancta Sion). Она была посвящена пасхальной Тайной Вечере Иисуса Христа и Его учеников, а также схождению Святого Духа на апостолов в Пятидесятницу. Этот храм был разрушен при нашествии персов в 614 году, после чего восстановлен. С VII века в северо-западном углу базилики почитался камень, на котором, по преданию, почила Богородица. В 966 году храм вновь был разрушен. Крестоносцы восстановили его в начале XII века и назвали Sancta Maria in Monte Sion. Был разрушен мусульманами в 1187 году.
В конце XIX века германским католикам, в лице ордена бенедиктинцев, удалось приобрести этот участок за 120 тысяч золотых марок у султана Абдул-Хамида II, при посредничестве императора Вильгельма II во время его исторического визита в Палестину в 1898 году.
В 1900 году начинается строительство. Главным архитектором проекта, задуманного как модель каролингского собора в Ахене, стал Генрих Ренард (Heinrich Renard) (1868—1928) из Кёльна. Стилевые особенности архитектуры церкви необычны. Они сочетают элементы византийского и современного мусульманского стиля, как в целом, так и в деталях. Закончились работы в 1910 году. Церковь была освящена в честь Успения Богородицы (лат. Dormitio Mariae). Был организован монастырь, в 1926 году получивший статус аббатства.

## Описание

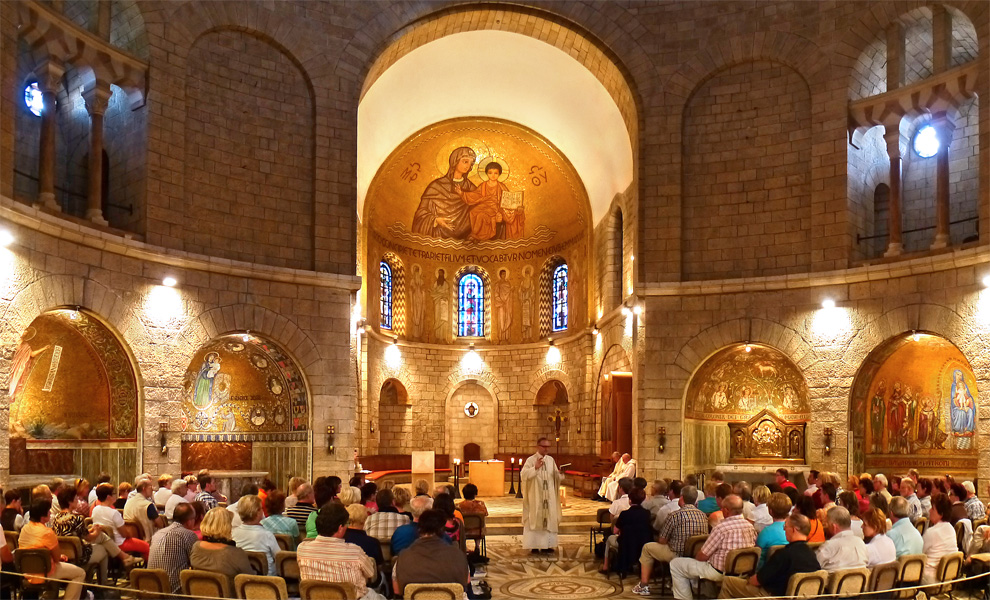
Интерьер, главный алтарь

От алтаря по полукругу расходятся шесть капелл:
- Капелла, посвящённая Святому Бонифацию. Бенедиктинский архиепископ вошёл в историю христианства, как святой мученик и покровитель Германии.
- Капелла в честь святого Иоанна Крестителя была возведена на средства Мальтийского ордена.
- В капелле Иосифа Обручника изображены предки Иисуса Христа в соответствии с хронологией, приведенной в Евангелии от Матфея. Капелла подарена церкви Мальтизеанским Орденом Силезии.
- Капелла Кёльна расположена первой справа от алтаря. Преподнесенная по случаю освящения церкви, она, в основном, посвящена трём волхвам, пророчески предсказавшим Рождение Мессии. По существующей традиции, их мощи были перенесены в Кёльнский собор и захоронены в нём. С этого времени они стали покровителями Кёльна. Сонм епископов, святых, патронов, также изображённых в капелле, держат различные модели церквей, которые были построены при их содействии.
- Капелла святого Виллибальда посвящена бенедиктинскому монаху, одному из просветителей Германии.
- Капеллу святого Бенедикта оформили сами монахи бенедиктинского ордена. Сам святой стал покровителем Франции. В середине ниши капеллы расположен крест святого Бенедикта, состоящий из перекрещивающихся аббревиатур, переводящихся на русский язык так: «Святой крест будет моим светом — не дай змею быть моим водителем». Рельефы вокруг креста изображают чудеса и события из жизни святого.

В самом центре зала на полу расположены три кольца со словами славословия серафимов Господу: «Свят! Свят! Свят!» (Ис. 6:3). В христианстве они символизируют собой триединство: Бог Отец, Бог Сын и Святой Дух. Этот центр окружают ещё три кольца: с именами четырёх больших пророков, двенадцати малых и знаками Зодиака. Под полом расположена крипта.

### Крипта

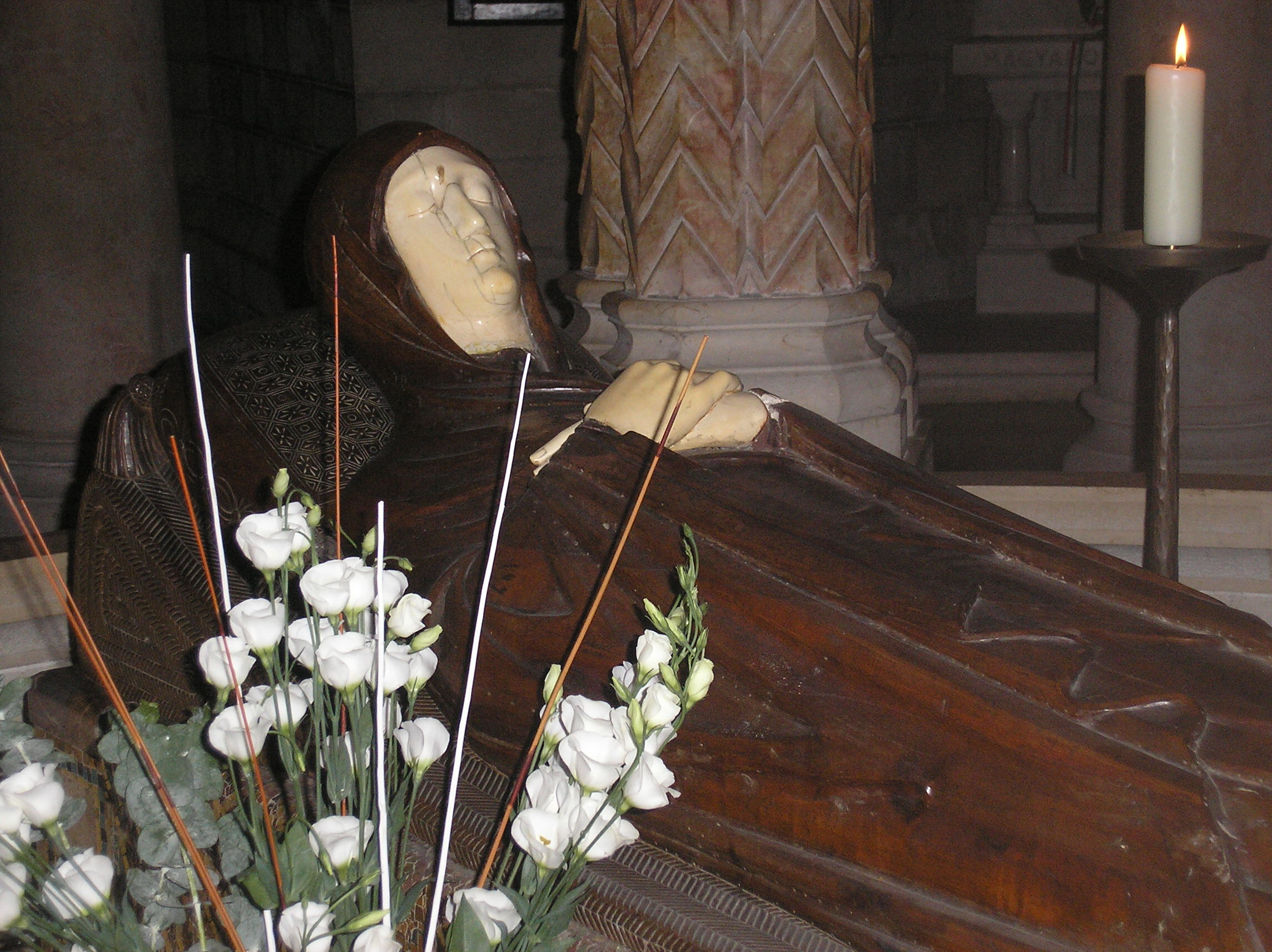
Усыпальница

В крипте храма, в центре зала расположена скульптура Богородицы, возлежащей на каменном постаменте. На куполе балдахина, покрывающего скульптуру изображён Иисус Христос, призывающий Свою Мать в Своё Небесное Царство словами: «Встань, возлюбленная моя, прекрасная моя, выйди! Голубица моя в ущелии скалы под кровом утёса!» (Песн. 2:13-14). В медальонах, окружающих купол, расположены изображения шести ветхозаветных женских образов: Евы, Мариам (старшей сестры Моисея), Иаили, Юдифи, Руфи и Эсфири.
Священный одр окружают шесть алтарей, дарителями стали следующие страны: Австрия, Бразилия, Берег слоновой кости, Венгрия, Венесуэла, США. На них изображены свои святые и апостолы и им, естественно, присущи собственные национальные стилистические особенности. Главный алтарь в крипте посвящён Успению: на фреске изображены апостолы, окружившие тело Богородицы, и Христос, возносящий Её душу на Небо. Также здесь изображены нынешняя церковь и её предшественницы. Столб под алтарём — остаток византийской колонны.

## Настоящее время
Аббатство принадлежит Германскому обществу Святой Земли, президентом которого является архиепископ города Кёльна. С 1998 года возвращено первоначальное название: Аббатство Сиона Святой Девы Марии.

## Галерея

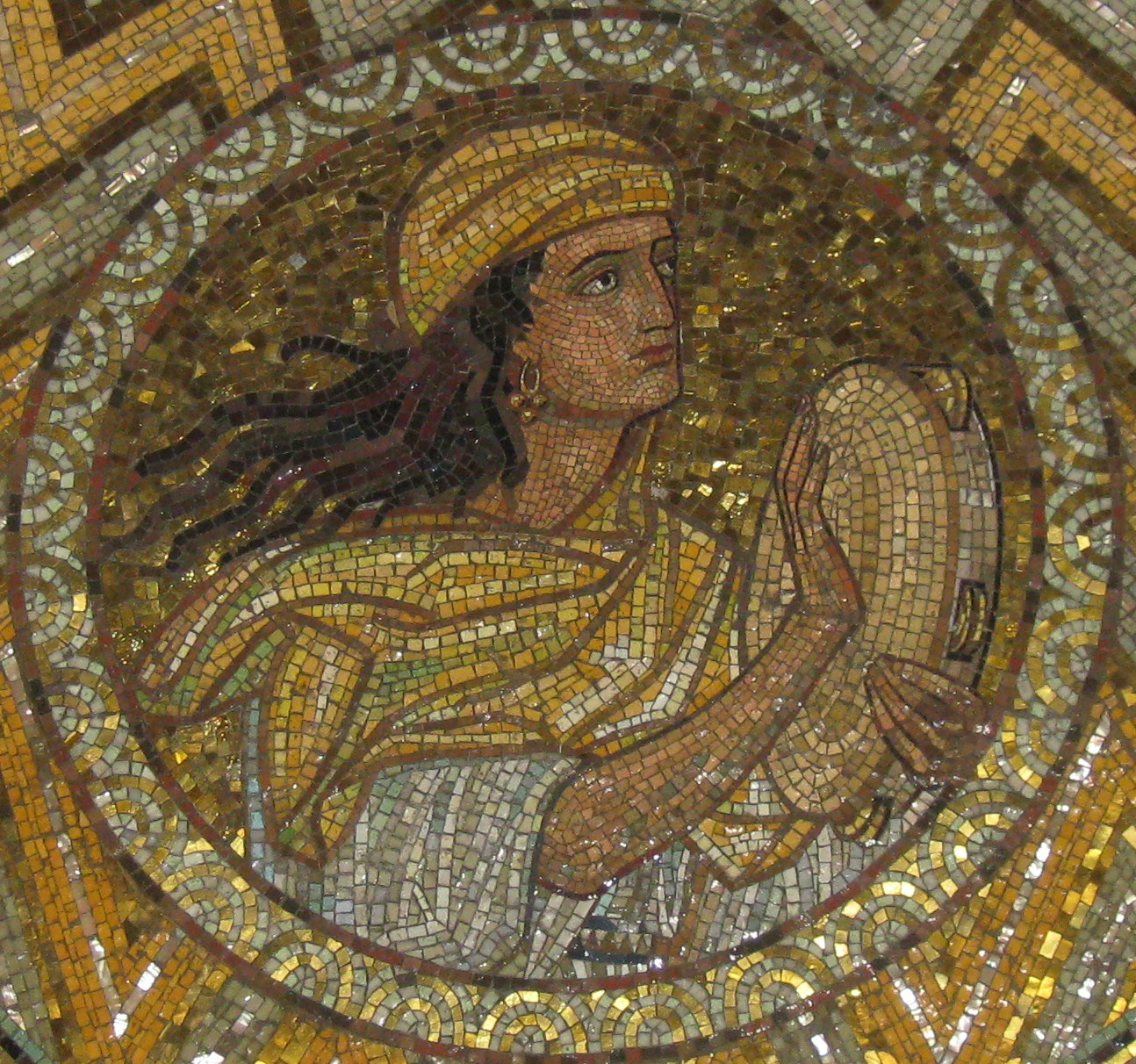
Мариам, сень в крипте, медальон
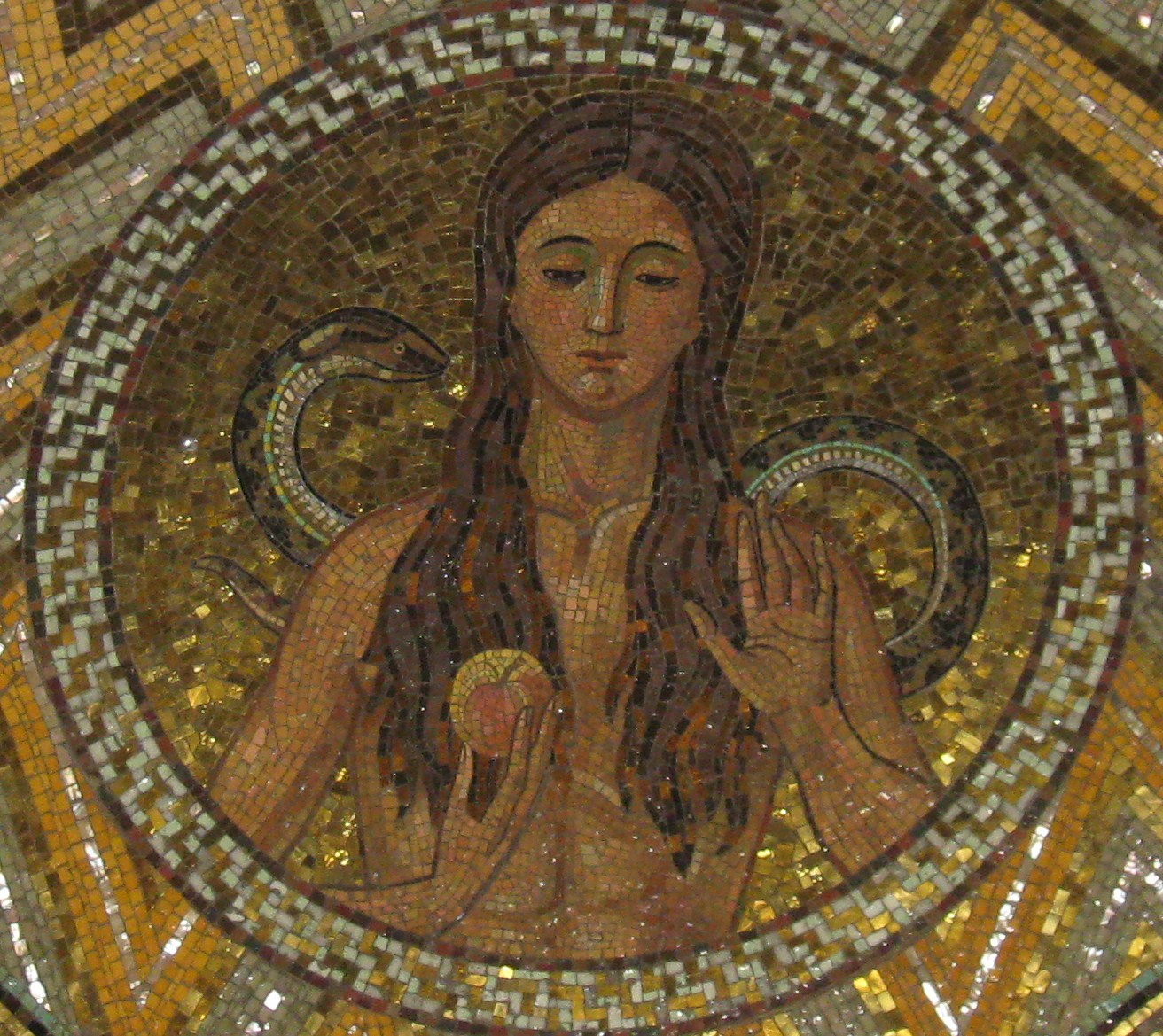
Ева, сень в крипте, медальон
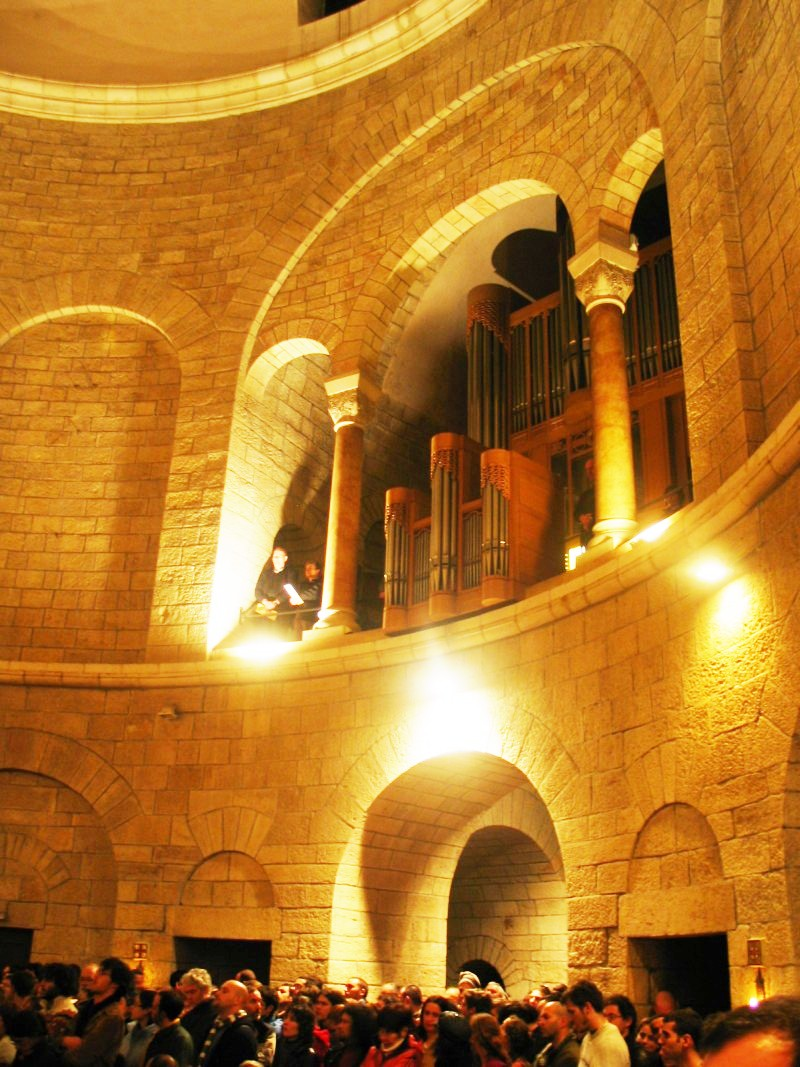
Орган
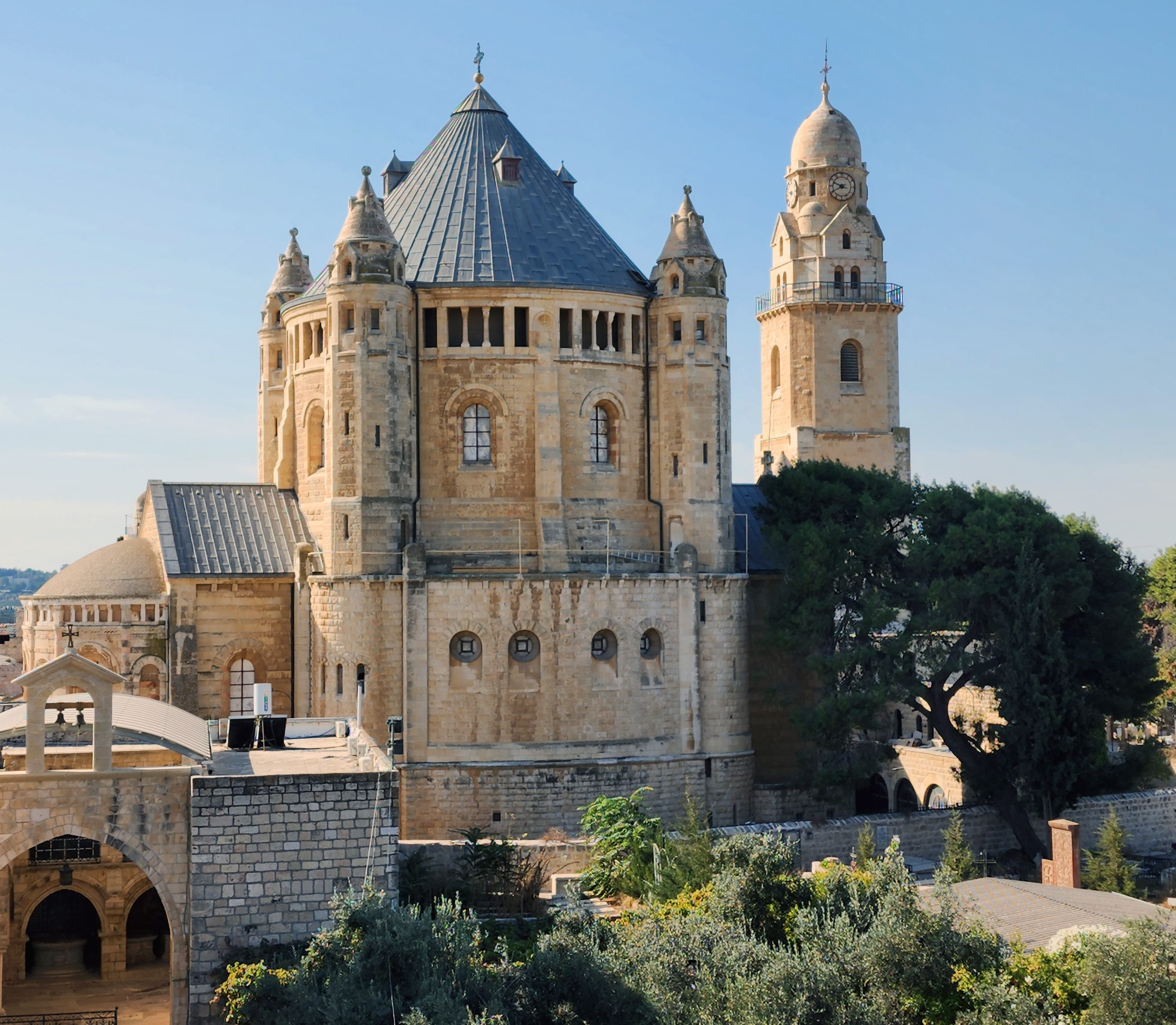
Общий вид
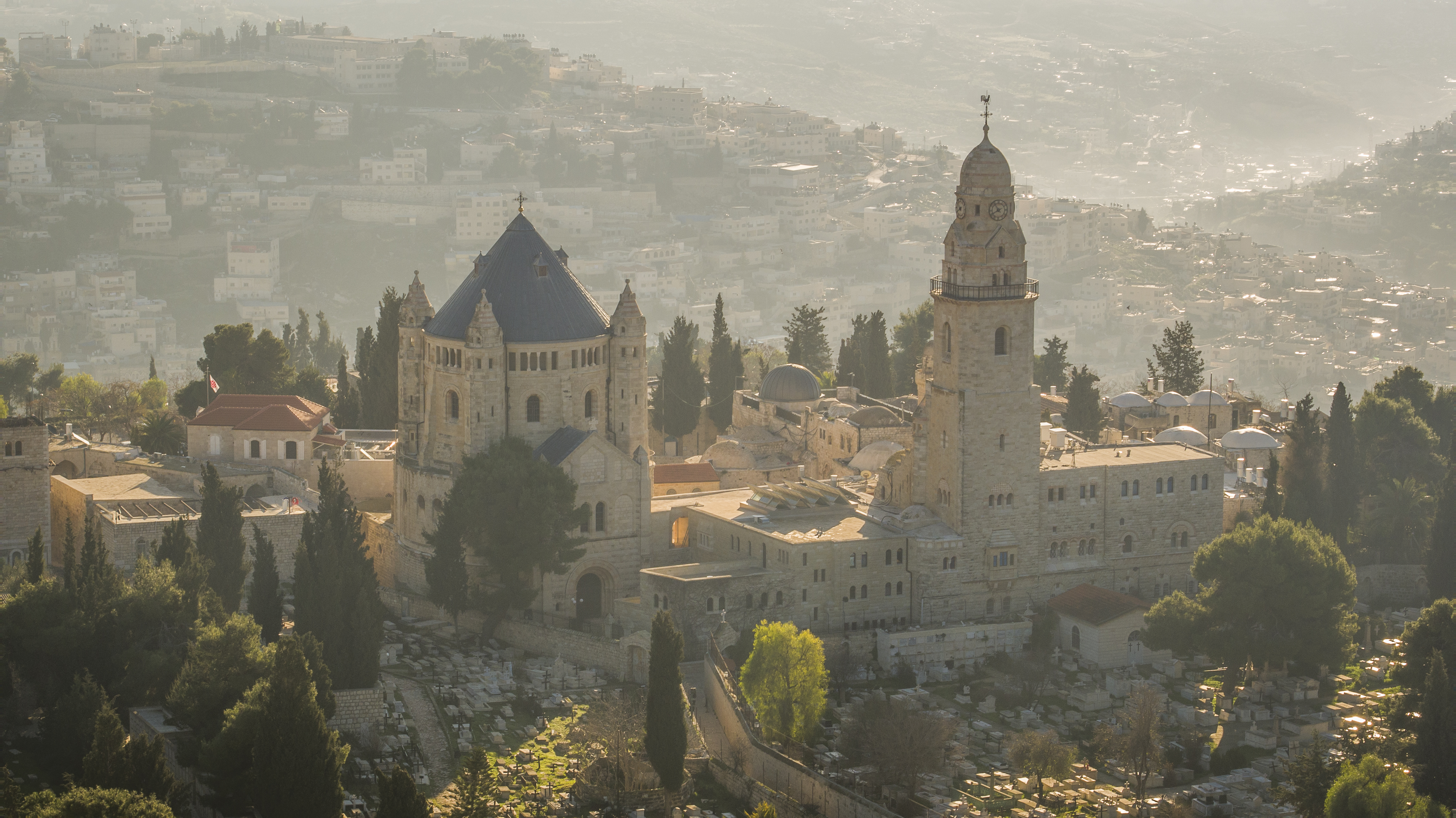
Общий вид с запада на аббатство и вершину горы Сион
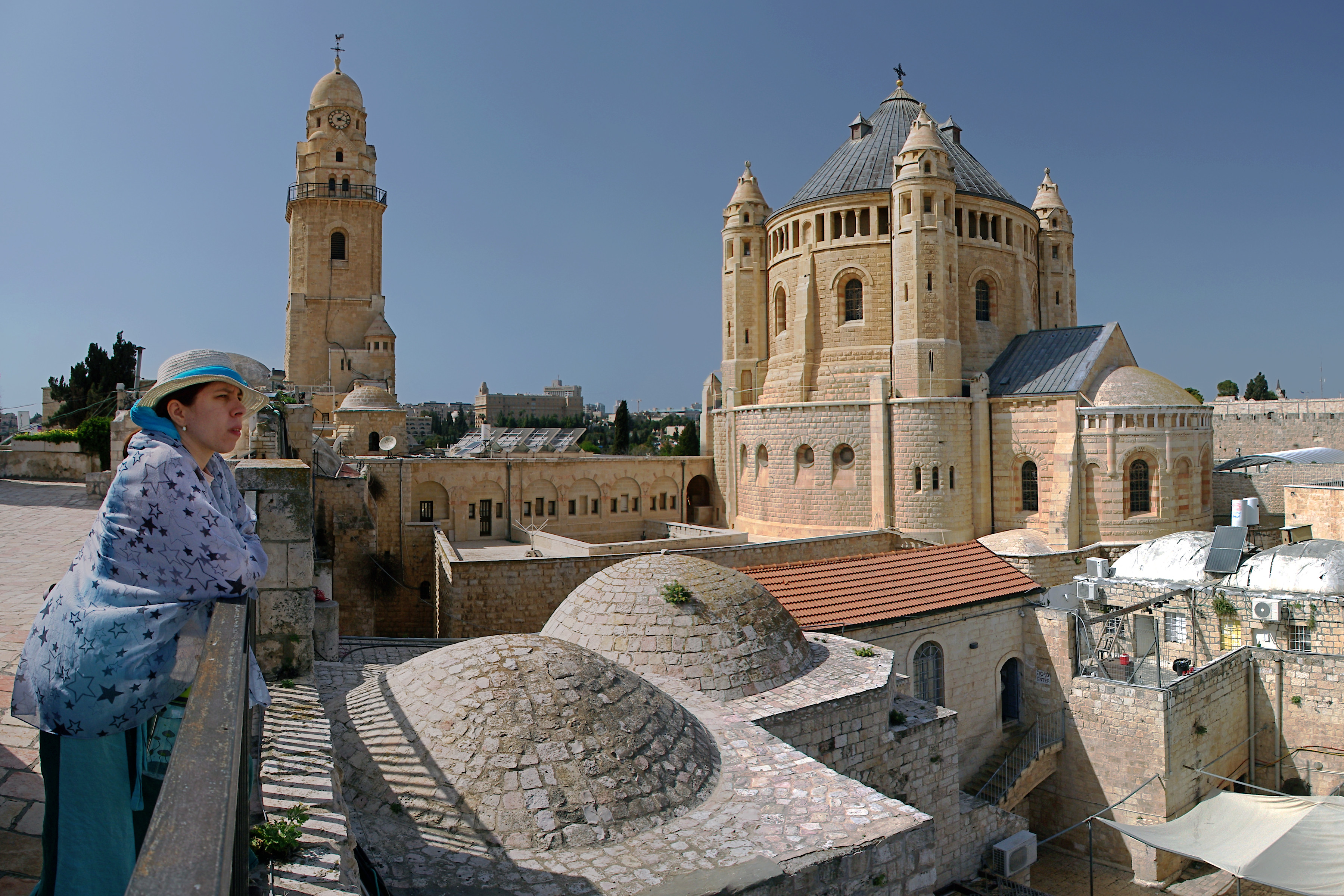
Вид с крыши Сионской горницы